# Paul Schultheiss
Paul Schultheiss (* 17. August 1893 in Sonthofen; † 26. Mai 1944 nahe Bayerisch Eisenstein) war ein deutscher Generalleutnant der Luftwaffe im Zweiten Weltkrieg.

## Leben

### Frühe Karriere und Erster Weltkrieg
Schultheiss trat am 3. Juli 1912 in die Württembergische Armee ein und diente in der Infanterie. Bis zum 2. August 1914 war er im Infanterie-Regiment „Kaiser Wilhelm, König von Preußen“ (2. Württembergisches) Nr. 120 eingesetzt, seit dem 25. Februar 1914 als Leutnant (Patent zum 21. Februar). Bis Februar 1915 diente er dann im Brigade-Ersatz-Bataillon 53 und war anschließend als Adjutant des Ersatz-Bataillons des Infanterie-Regiments Nr. 120 kommandiert. Er wechselte zur Fliegertruppe und absolvierte vom 29. Mai 1915 bis zum 29. April 1916 die Flugzeugführerausbildung bei der Fliegerersatzabteilung 1. Anschließend wurde er Flugzeugführer im Kampfgeschwader 5 der Obersten Heeresleitung. Ab dem 30. Juni 1916 war Schultheiss dann Flugzeugführer bei der „Fliegerabteilung 300“, die den Beinamen „Pascha“ trug und von 1916 bis 1918 in Palästina eingesetzt war. Auf dem dortigen Kriegsschauplatz führte Schultheiss zusammen mit Oberleutnant Richard Falke am 13. November 1916 von Beʾer Scheva aus einen Fernflug nach Kairo mit Zwischenlandung in al-Arisch durch, wobei Bomben auf die Stadt abgeworfen und Bildaufnahmen gemacht wurden. Am 15. April 1917 wurde er dann zur Kampfstaffel 43 versetzt, wo er am 18. April 1917 zum Oberleutnant befördert wurde. Am 19. Juni 1917 kam er zur Fliegerersatzabteilung 10 nach Böblingen und tat ab dem 26. September 1917 Dienst bei der Feldzeugmeistererei. Am 24. April 1918 folgte eine Kommandierung zum Armee-Flug-Park 18 an der Westfront, von wo er bereits zwei Tage später zur Fliegerabteilung 206 (Artillerie) versetzt wurde. Am 4. Oktober 1918 kam er dann zur Fliegerersatzabteilung 3 nach Altenburg, wo er das Kriegsende erlebte und am 16. Dezember 1918 wiederum zur Fliegerersatzabteilung 10, wo er am 2. Januar 1919 demobilisiert wurde.

### In der Reichswehr
Nach Kriegsende gab es keine Fliegertruppe mehr und Schultheiss kehrte am 3. Januar 1919 als Kompanieoffizier zum Infanterie-Regiment 120 zurück. Nach dessen Auflösung tat er zunächst ab dem 25. Mai 1919 auf dem Fliegerhorst Böblingen Dienst und kam am 1. Oktober 1919 zur leichten Kraftwagen-Kolonne 5. Am 1. Oktober 1920 wurde Schultheiss Regimentsadjutant beim Reiter-Regiment 18. Dort erreichte ihn am 1. November 1924 die Beförderung zum Rittmeister. Beim Reiter-Regiment 18 war er ab dem 1. Oktober 1926 Eskadronschef und wurde am 1. Juni 1929 zunächst beim Stab des Reiter-Regiments 3, ab dem 1. Oktober 1930 dann beim Stab des Reiter-Regiments 6, tätig. Am 15. Juli 1931 übernahm er das Amt eines Referenten im Luftschutzamt des Reichswehrministeriums (RWM) und am 3. Mai 1933 eine Abteilungsleitung im RWM verbunden mit der Beförderung zum Major am 1. Februar 1934.

### Zur Zeit des Nationalsozialismus
Am 1. April 1934 wurde Schultheiss Gruppenkommandeur der I. Gruppe des Kampfgeschwaders 152. Zu diesem Zeitpunkt existierte noch keine offizielle Luftwaffe, da dies dem Deutschen Reich aufgrund der Bestimmungen des Versailler Vertrages verboten war. Aufgrund dessen erhielt seine Dienststelle die Tarnbezeichnung Verkehrsinspektion der DLH. Am 1. Oktober 1934 wechselte er ins Reichsluftfahrtministerium (RLM) als Offizier z. b. V., bevor er am 1. Januar 1935 Luftattaché in der deutschen Botschaft in Ungarn in Budapest wurde. Dort erfolgte am 1. Januar 1936 die Beförderung zum Oberstleutnant und am 1. April 1938 zum Oberst. Zum 1. Juni 1938 ging er wieder ins RLM zurück, bevor er am 1. Oktober 1938 vorübergehend Aufgaben im Stab des Kampfgeschwaders 158 übernahm. Danach ging er am 1. Februar 1939 erneut ins RLM und übernahm die Aufgabe eines Inspekteurs der Sturzkampfflieger. Vom 1. Mai 1939 an übernahm er zusätzlich als Geschwaderkommodore das Kampfgeschwader 76 und führte es beim Überfall auf Polen. Das Geschwader, das mit der zweimotorigen Dornier Do 17 ausgestattet war, unterstand der Luftflotte 4 im Südabschnitt der Front. Diese Aufgabe endete am 15. November 1939 und er kehrte auf seinen Posten im RLM zurück, bis er am 30. Januar 1940 die Inspektion der Kampf- und Sturzkampfflieger führte. Am 22. Oktober 1940 übernahm er das Amt eines Höheren Kommandeurs der Stukaflieger-Schulen, in dem er am 1. Januar 1941 zum Generalmajor befördert wurde. Danach war er 1942 Kommandeur Höheres Flieger-Ausbildungs-Kommando 4 und am 1. Januar 1943 erreichte ihn seine Beförderung zum Generalleutnant. Am 15. März 1943 ging er zurück ins RLM als Inspekteur des Erziehungs- und Bildungswesens der Luftwaffe und danach als Höherer Kommandeur der Luftkriegsschulen. Er verstarb am 26. Mai 1944 infolge eines Unfalls nahe Bayerisch-Eisenstein.